# Lijst van Tweede Kamerleden 1839-1842
De samenstelling van de Tweede Kamer der Staten-Generaal 1839-1842 biedt een overzicht van de Tweede Kamerleden in de periode tussen oktober 1839 en oktober 1842. De zittingsperiode ging in op 22 oktober 1839 en eindigde op 17 oktober 1842.
Er waren toen 55 Tweede Kamerleden, die verkozen werden door de Provinciale Staten van de 9 provincies die Nederland toen telde. Tweede Kamerleden werden verkozen voor een periode van drie jaar. Elk jaar werd een derde van de Tweede Kamer vernieuwd.

## Samenstelling na de verkiezingen van 1839

### Regeringsgezinden (33 zetels)
- Pieter van Akerlaken[1][2]
- Hubert Matthijs Adriaan Jan van Asch van Wijck[3][2]
- Gerard Beelaerts van Blokland[1][2]
- Christoffel Binkes[4]
- Pieter Johan Boddaert[5][6]
- George Clifford[1][2]
- Paulus Emanuel Anthony de la Court[7][2]
- Herman Jacob Dijckmeester[8]
- François Constantijn Willem Druyvesteyn[1]
- François Frets[1]
- Daniël Théodore Gevers van Endegeest[1][6]
- Joseph Gockinga[9][6]
- Johan Gulielmus Hinlópen[5]
- Jan Cornelis Reinier van Hoorn[1][6]
- Marinus Willem de Jonge van Campensnieuwland[1][2]
- Willem Joannes Junius van Hemert[1]
- Petrus Andreas van Meeuwen[7]
- Joannes Benedictus Hyacinthus van de Mortel[7][2]
- Chretien Jacques Adrien van Nagell[8][6]
- Frederik van de Poll[1][2]
- Frederik van Rappard[8][2]
- Ocker Repelaer van Molenaarsgraaf[1]
- Willem Anne Schimmelpenninck van der Oye[8][6]
- Jacob Lodewijk Snouck Hurgronje[5][2]
- Cornelis Star Busmann[9]
- Oncko van Swinderen van Rensema[9][2]
- Tiete Solkes Tromp[4][6]
- Jan Diederik van Tuyll van Serooskerken van Heeze[7][6]
- Jan van den Velden[3]
- Willem Hendrik Vijfhuis[10][2]
- Johan Weerts[8]
- Sjuck van Welderen Rengers[4][6]
- Jan Iman Hendrik van Wickevoort Crommelin[1]

### Financiële oppositie (13 zetels)
- Daniël François van Alphen[1][6]
- Hendrik Backer[1][2]
- Jan Corver Hooft[1][6]
- Edmond Willem van Dam van Isselt[8][2]
- Reinier Saris van der Gronden[10][6]
- Hendrik Edzens Hagenouw Brongers[9][6]
- Daniël Hooft Jzn.[1]
- Johannes Luyben[4][2]
- Willem Röell van Hazerswoude[1][6]
- Roverius Petrus Romme[7][6]
- Albertus Sandberg[10]
- Willem René van Tuyll van Serooskerken van Coelhorst[3][6]
- Antoine Warin[1][2]

### Gematigde liberalen (6 zetels)
- George Isaäc Bruce[10]
- Jentje Cats Epz.[4][2]
- Paulus Gouverneur[7]
- Gerrit Kniphorst[11][2]
- Gerardus Wouter Verweij Mejan[1][6]
- Martinus Anne Wijnaendts[1][6]

### Onafhankelijken (2 zetels)
- Hendrik Collot d'Escury[1]
- Maurits Pico Diederik van Sytzama[4][2]

### Liberalen (1 zetel)
- Lodewijk Caspar Luzac[1][6]

## Bijzonderheden
- Bij de verkiezingen van 1839 werden 17 Tweede Kamerleden verkozen, zij werden op 22 oktober 1839 geïnstalleerd.
- Hendrik Edzens Hagenouw Brongers (financiële oppositie) kwam op 22 oktober 1839 in de Tweede Kamer als opvolger van de op 9 februari dat jaar overleden Willem Jan Quintus (regeringsgezinden), die in 1837 werd verkozen.

## Tussentijdse mutaties

### 1840
- 30 juli: Hendrik Edzens Hagenouw Brongers (financiële oppositie) overleed. De Provinciale Staten van Groningen verkozen Jan Ernst van Panhuys als zijn opvolger, hij werd op 20 oktober 1840 geïnstalleerd.
- 5 augustus: vanwege de besprekingen over de op til zijnde Grondwetsherziening werden tijdelijk 55 buitengewone leden van de Tweede Kamer aangesteld. Hun mandaat ging in op 5 augustus dat jaar en eindigde op 5 september 1840. Deze buitengewone leden worden onder de tussentijdse mutaties vermeld. Dirk van Hogendorp, verkozen door de Provinciale Staten van Holland, werd niet toegelaten omdat hij de zwager was van Tweede Kamerlid Antoine Warin.
- 15 oktober: Daniël François van Alphen (financiële oppositie) overleed. De Provinciale Staten van Zuid-Holland verkozen Jacob Gerard van Nes van Meerkerk als zijn opvolger, hij werd op 19 december 1840 geïnstalleerd.
- Bij de verkiezingen dat jaar werd het mandaat van 19 Tweede Kamerleden hernieuwd. Volgende Tweede Kamerleden waren geen kandidaat meer voor een hernieuwing van hun mandaat of werden niet herkozen: Pieter Johan Boddaert (regeringsgezinden) in Zeeland, Willem René van Tuyll van Serooskerken van Coelhorst (financiële oppositie) in Utrecht. Hun mandaat liep af op 19 oktober 1840.
- Hun opvolgers waren Josias de Backer (liberaal) en Jan Karel van Goltstein (gematigde liberalen). Zij werden op 20 oktober 1840 geïnstalleerd.
- Bij de verkiezingen van 1840 werden tevens drie nieuwe Tweede Kamerleden verkozen, waardoor de Tweede Kamer vanaf dan 58 leden telde. Door het Verdrag van Londen (1839), waarbij de onafhankelijkheid van België werd erkend, moest België namelijk het oostelijke deel van Limburg opnieuw afstaan aan Nederland. Deze provincie stuurde drie verkozenen naar de Tweede Kamer: Jean Joseph François Marie Hubert Cornéli (separatisten), Pierre André Servais Kerens en Arnold Hendrik Theodoor Michiels van Verduynen (regeringsgezinden). Kerens werd op 21 oktober 1840 geïnstalleerd, Cornéli en Michiels van Verduynen een dag later.
- 19 oktober: Oncko van Swinderen van Rensema (regeringsgezinden) nam ontslag uit de Tweede Kamer vanwege zijn benoeming tot lid van de Eerste Kamer der Staten-Generaal. De Provinciale Staten van Groningen verkozen Hendrik Jacob Herman Modderman (gematigde liberalen) als zijn opvolger, hij werd dezelfde dag nog geïnstalleerd.
- 19 oktober: Jentje Cats Epz. (gematigde liberalen) verliet de Tweede Kamer. De Provinciale Staten van Friesland verkozen Nicolaas van Heloma (liberalen) als zijn opvolger, hij werd op 21 oktober dat jaar geïnstalleerd.
- 19 oktober: Frederik van de Poll (regeringsgezinden) nam ontslag uit de Tweede Kamer vanwege zijn benoeming tot gouverneur van Utrecht. De Provinciale Staten van Noord-Holland verkozen Hugo Adriaan van Bleyswijk als zijn opvolger, hij werd op 23 maart 1841 geïnstalleerd.
- 20 oktober: Hubert Matthijs Adriaan Jan van Asch van Wijck (regeringsgezinden) nam ontslag uit de Tweede Kamer vanwege zijn benoeming tot lid van de Eerste Kamer der Staten-Generaal. De Provinciale Staten van Utrecht verkozen Walraven Robbert van Heeckeren van Brandsenburg als zijn opvolger, hij werd op 21 oktober dat jaar geïnstalleerd.
- 20 oktober: Johan Weerts (regeringsgezinden) nam ontslag uit de Tweede Kamer vanwege zijn benoeming tot lid van de Eerste Kamer der Staten-Generaal. De Provinciale Staten van Gelderland verkozen Maximiliaan Jacob de Man (financiële oppositie) als zijn opvolger, hij werd dezelfde dag nog geïnstalleerd.
- 20 oktober: Jan Iman Hendrik van Wickevoort Crommelin (regeringsgezinden) nam ontslag uit de Tweede Kamer vanwege zijn benoeming tot lid van de Eerste Kamer der Staten-Generaal. De Provinciale Staten van Noord-Holland verkozen Johannes Enschedé als zijn opvolger, hij werd op 23 maart 1841 geïnstalleerd.
- 20 oktober: bij de Grondwetsherziening van 1840 was beslist om de provincie Holland te splitsen in Noord-Holland en Zuid-Holland. Als gevolg hiervan werd bepaald dat Tweede Kamerleden Gerard Beelaerts van Blokland, François Frets, Daniël Théodore Gevers van Endegeest, Jan Cornelis Reinier van Hoorn, Marinus Willem de Jonge van Campensnieuwland, Willem Johannes Junius van Hemert, Ocker Repelaer van Molenaarsgraaf (allen regeringsgezinden), Jan Corver Hooft (financiële oppositie), Gerardus Wouter Verweij Mejan, Martinus Anne Wijnaendts (beiden gematigde liberalen), Hendrik Collot d'Escury (onafhankelijk) en Lodewijk Caspar Luzac (liberaal) voortaan zitting hadden voor de provincie Zuid-Holland, terwijl Pieter van Akerlaken, George Clifford, François Constantijn Willem Druyvesteyn (regeringsgezinden), Willem Röell van Hazerswoude, Hendrik Backer, Daniël Hooft Jzn. en Antoine Warin (allen financiële oppositie) voortaan zitting hadden namens de provincie Noord-Holland.
- 27 oktober: Maurits Pico Diederik van Sytzama (onafhankelijk) vertrok uit de Tweede Kamer vanwege zijn benoeming tot gouverneur van Friesland. De Provinciale Staten van Friesland verkozen Wybe Bernhardus Buma (regeringsgezinden) als zijn opvolger, hij werd op 4 december 1840 geïnstalleerd.

### 1841
- 13 januari: Willem Hendrik Vijfhuis (regeringsgezinden) overleed. De Provinciale Staten van Overijssel verkozen Jacob Hendrik van Rechteren van Appeltern (financiële oppositie) als zijn opvolger, hij werd op 9 maart dat jaar geïnstalleerd.
- 12 maart: Willem Röell van Hazerswoude (financiële oppositie) overleed. De Provinciale Staten van Noord-Holland verkozen Anne Willem Huidekoper (regeringsgezinden) als zijn opvolger, hij werd op 23 april 1841 geïnstalleerd.
- 30 augustus: Anne Willem Huidekoper (regeringsgezinden) overleed. De Provinciale Staten van Noord-Holland verkozen Pieter Huidekoper als zijn opvolger, hij werd op 21 september dat jaar geïnstalleerd.
- Bij de verkiezingen dat jaar werd het mandaat van 20 Tweede Kamerleden hernieuwd. Volgende Tweede Kamerleden, allen regeringsgezinden, werden niet herkozen of waren geen kandidaat meer voor een hernieuwing van hun mandaat: Pierre André Servais Kerens in Limburg, Gerard Beelaerts van Blokland en Marinus Willem de Jonge van Campensnieuwland in Zuid-Holland, George Clifford in Noord-Holland, Paulus Emanuel Anthony de la Court en Joannes Benedictus Hyacinthus van de Mortel in Noord-Brabant en Willem Anne Schimmelpenninck van der Oye in Gelderland. Hun mandaat liep af op 18 oktober 1841.
- Hun opvolgers waren Pierre Marie Joseph François Petit (regeringsgezinden), Abram van Rijckevorsel, Pieter Carel Schooneveld (beiden financiële oppositie), Jacobus Johannes Uytwerf Sterling (gematigde liberalen), Arnoldus Josephus Ingenhousz (regeringsgezinden), Jacobus Arnoldus Mutsaers (gematigde liberalen) en Johan Theodoor Hendrik Nedermeyer van Rosenthal (gematigde liberalen). Mutsaers en Nedermeyer van Rosenthal werden geïnstalleerd op 18 oktober 1841, van Rijckevorsel, Schooneveld en Uytwerf Sterling op 19 oktober dat jaar, Ingenhousz op 20 oktober 1841 en Petit op 21 oktober dat jaar.

### 1842
- 1 februari: Pieter Huidekoper (regeringsgezinden) nam ontslag vanwege zijn benoeming tot burgemeester van Amsterdam. De Provinciale Staten van Noord-Holland verkozen Cornelis Anne den Tex als zijn opvolger, hij werd op 24 februari dat jaar geïnstalleerd.
- 15 mei: Martinus Anne Wijnaendts (gematigde liberalen) overleed. De Provinciale Staten van Zuid-Holland verkozen Sebastiaan Hendrik Anemaet (liberalen) als zijn opvolger, hij werd op 20 juni dat jaar geïnstalleerd.
- 17 oktober: Sjuck van Welderen Rengers (regeringsgezinden) vertrok uit de Tweede Kamer. Er werd in deze regeerperiode niet meer in vervanging van zijn vacature voorzien.

## Buitengewone leden

### Regeringsgezinden (32 zetels)
- Hans Willem van Aylva Pallandt van Waardenburg en Nerijnen[8]
- Hobbe Baerdt van Sminia[4]
- Hendrik van Berkel[1]
- Adriaan van Beusechem[3]
- Marinus Cornelis Bichon van IJsselmonde[1]
- Hugo Adriaan van Bleyswijk[1]
- Carel van Bommel[1]
- Arnoud Willem van Brienen van de Groote Lindt[1]
- Lodewijk Constantijn Rabo Copes van Cattenburch[1]
- Willem Daniël Cramer[1]
- Hendrikus Octavanius Feith[9]
- Gijsbert Schotte Gerhard van Fridagh[10]
- Johan Adriaan van der Heim van Duivendijke[5]
- Hermanus Pieter Hoog[1]
- Hendrik Arnoud Laan[3]
- Gerrit van Leeuwen[1]
- Willem van Loon[1]
- Willem Jan Elias van Lynden van Hemmen[8]
- Frederik August Alexander Carel van Lynden van Sandenburg[3]
- Regnerus Tjaarda Mees[9]
- Herman de Ranitz[9]
- Jacob Rau van Gameren[8]
- Johannes Schik[4]
- Johannes Jacobus Smits[7]
- Jan Baptist van Son[7]
- Hajo Albert Spandaw[9]
- Andries Stinstra[4]
- Floris Willem van Styrum[1]
- Simon de Vries Jzn.[1]
- Krijn Wagtho[5]
- Josephus de Wijs[7]
- Ananias Willink[1]

### Liberalen (9 zetels)
- Binse Albarda[4]
- Sebastiaan Hendrik Anemaet[1]
- Josias de Backer[5]
- Cornelis Joannes de Bruyn Kops[1]
- Jacobus Mattheüs de Kempenaer[8]
- Constantijn Sigismund Willem Jacob van Nagell van Wisch[8]
- Bartholomeus Sloet tot Oldhuis[10]
- Lambertus Dominicus Storm[7]
- Johan Rudolph Thorbecke[1]

### Gematigde liberalen (6 zetels)
- Willem Boreel van Hogelanden[1]
- Willem Herman Cost Jordens[10]
- Louis Gaspard Adrien van Limburg Stirum[4]
- Andreas Anthonius Reael[1]
- Hendrik Vos[11]
- Arnoldus Johannes Vos de Wael[10]

### Financiële oppositie (6 zetels)
- Jan Hendrik Boeracker[7]
- Maximiliaan Jacob de Man[8]
- Jacobus Mastboom[7]
- Jacob Gerard van Nes van Meerkerk[1]
- Leopold van Sasse van Ysselt[7]
- Pieter Carel Schooneveld[1]

### Antirevolutionairen (1 zetel)
- Willem Groen van Prinsterer[1]